# Tamachan Momkoonthod
Tamachan Momkoonthod (thailändisch ธมจันทร์ มอมขุนทด, RTGS Thamchan Momkunthod; * 14. April 1997 in Ubon Ratchathani) ist eine thailändische Tennisspielerin.

## Karriere
Tamachan begann mit neun Jahren das Tennisspielen und ihr bevorzugter Belag ist Sand. Sie spielt vornehmlich auf der ITF Women’s World Tennis Tour, auf der sie bislang vier Titel im Doppel gewinnen konnte.
Auf der WTA Tour erhielt sie für die Hua Hin Championships 2015, einem Turnier der WTA Challenger Series eine Wildcard für die Qualifikation.

## Turniersiege

### Doppel
| Nr. | Datum             | Turnier    | Kategorie   | Belag     | Partnerin             | Finalgegnerinnen                      | Ergebnis |
| --- | ----------------- | ---------- | ----------- | --------- | --------------------- | ------------------------------------- | -------- |
| 1.  | 11. August 2017   | Nonthaburi | ITF $15.000 | Hartplatz | Varunya Wongteanchai  | Genevieve Lorbergs Stefanie Tan       | 6:3, 6:4 |
| 2.  | 10. November 2018 | Nonthaburi | ITF $15.000 | Hartplatz | Chompoothip Jundakate | Suzan Lamens Nina Stadler             | 6:3, 6:4 |
| 3.  | 19. Oktober 2019  | Hua Hin    | ITF $15.000 | Hartplatz | Watsachol Sawatdee    | Patcharin Cheapchandej Ni Ma Zhuoma   | 7:5, 6:3 |
| 4.  | 25. Juni 2022     | Chiang Rai | ITF W15     | Hartplatz | Chompoothip Jundakate | Anchisa Chanta Patcharin Cheapchandej | kampflos |